# BTR-60
Le BTR-60 est le premier d'une longue série de véhicules de transport de troupes à huit roues motrices, produite par l'Union soviétique. Il est conçu à la fin des années 1950, pour prendre la relève du BTR-152. 
Il est pourvu d'une coque en forme de bateau, qui le rend amphibie. Dans l'eau, il est propulsé par un hydrojet. Il est pourvu de deux moteurs GAZ-49B (version du moteur six cylindres GAZ-11-73) de six cylindres en ligne à essence, situés à l'arrière de la caisse, qui entraînent chacun deux essieux, les quatre roues avant sont directrices. La coque est blindée, avec une épaisseur de quelques millimètres, mettant à l'abri les occupants contre les éclats d'obus et les munitions d'armes légères.

## Développement
Entre 1956 et 1957, l'Armée rouge décide de transformer toutes les divisions de fusiliers et toutes les divisions mécanisées en divisions de fusiliers motorisés. Le besoin d'un nouvel engin blindé transport de troupes et véhicule de combat d'infanterie se fait donc sentir. Deux visions sont alors développées, la première autour du BMP, véhicule blindé chenillé de combat d'infanterie, la deuxième autour de ce qui deviendra le BTR-60. Les spécifications sont alors transmises au bureau d'études GAZ dirigé par V. A. Dedkov, and ZiL dirigé par Rodionov et Orlov.

## Variantes

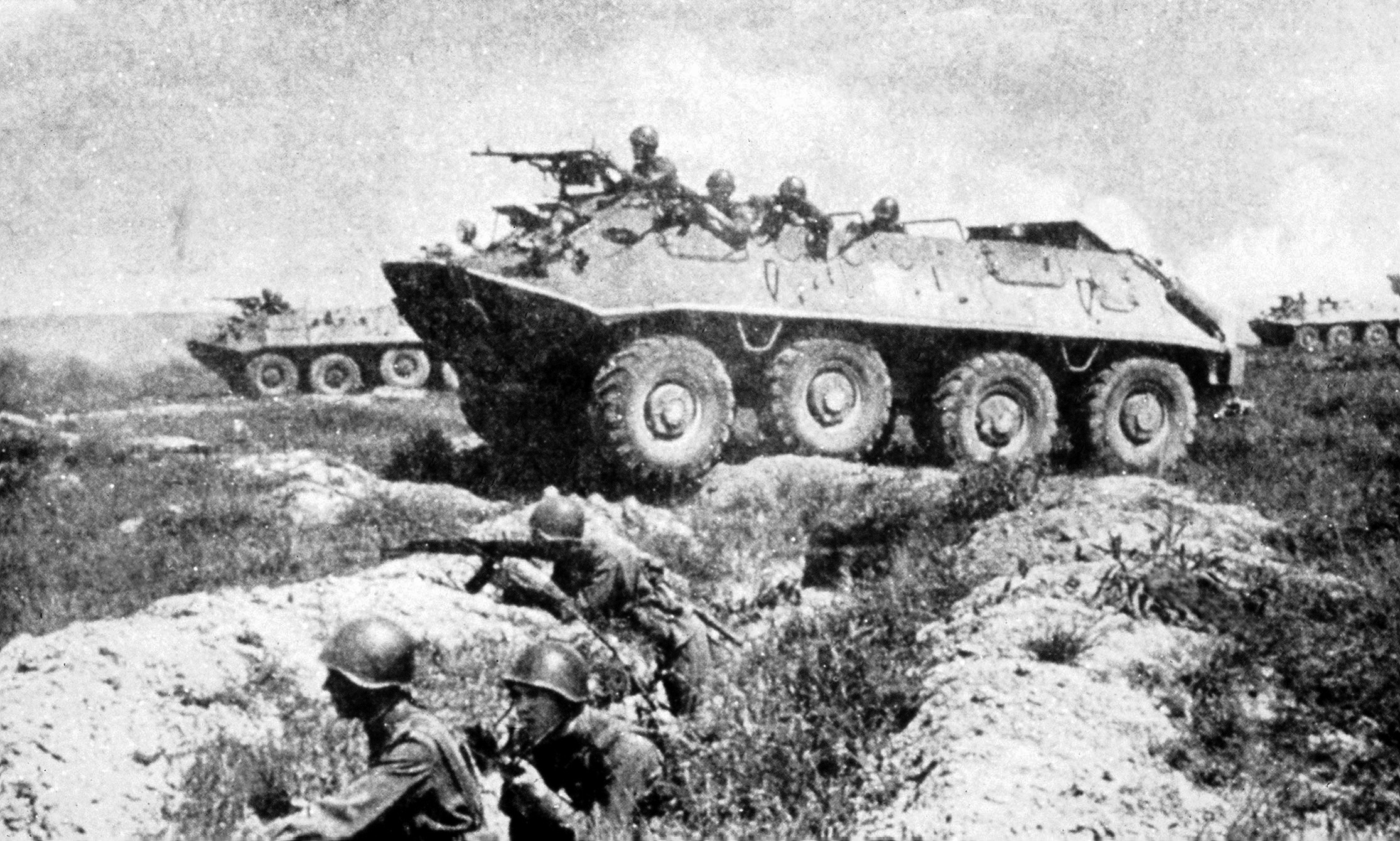
Un BTR-60P soviétique en 1984

- BTR-60P ou GAZ-49  est la première version de série qui apparaît en 1959 avec un compartiment d'infanterie ouvert sur le dessus et les sièges des passagers placés au milieu du véhicule. En cas de nécessité, le compartiment de la troupe peut être couvert par des supports en acier et des bâches pour protéger les passagers des éléments. L'accès et la sortie se font par les deux demi-portes placées de chaque côté du véhicule. Il y a trois trappes de tir de chaque côté. Il y a un épiscope pour le chef de bord et pour le conducteur dans les plaques de protection blindées des pare-brises. Il y en a deux autres, de part et d'autre sur la facette entre l'avant et le côté de l'engin. Une mitrailleuse de 7,62 mm PKT ou PKB est montée en barbette à l'avant en haut de la coque, et une mitrailleuse de 7,62 mm PKT ou PKB de chaque côté de la coque sur un support extérieur. Aucune de ces armes ne possède de bouclier. Le véhicule emporte 2000 coups au total.

Une autre version est équipée d'une mitrailleuse de 12,7 mm DShK 1938/46 à la place de la mitrailleuse de 7,62 mm avant. Le véhicule emporte alors 500 coups de 12,7 mm et 3 000 coups de 7,62 mm. 
Une version véhicule de commandement est aussi construite et se distingue par une antenne rail qui est fixée sur trois côtés du toit.
Une version mortier est aussi développée et peut transporter deux mortiers avec leur équipe de tir et leurs munitions.
- - BTR-60P M1961/1 – est un BTR-60P converti en véhicule d'observation d'artillerie. Il reçoit pour cela une tourelle identique à celle du char amphibie PT-76. Cette version ne dépasse pas le stade de prototype.
  - BTR-60P M1961/2 – est comme le M1961/1 un BTR-60P converti en véhicule d'observation d'artillerie. Il reçoit une petite tourelle ouverte sans toit armée d'un canon de 37 mm avec un cache-flamme conique, là aussi abandonné au stade de prototype.
- MTR-2 – est un BTR-60P converti en véhicule de dépannage et se distingue par une bâche surélevée qui couvre le compartiment de la troupe presque jusqu'à l'arrière.

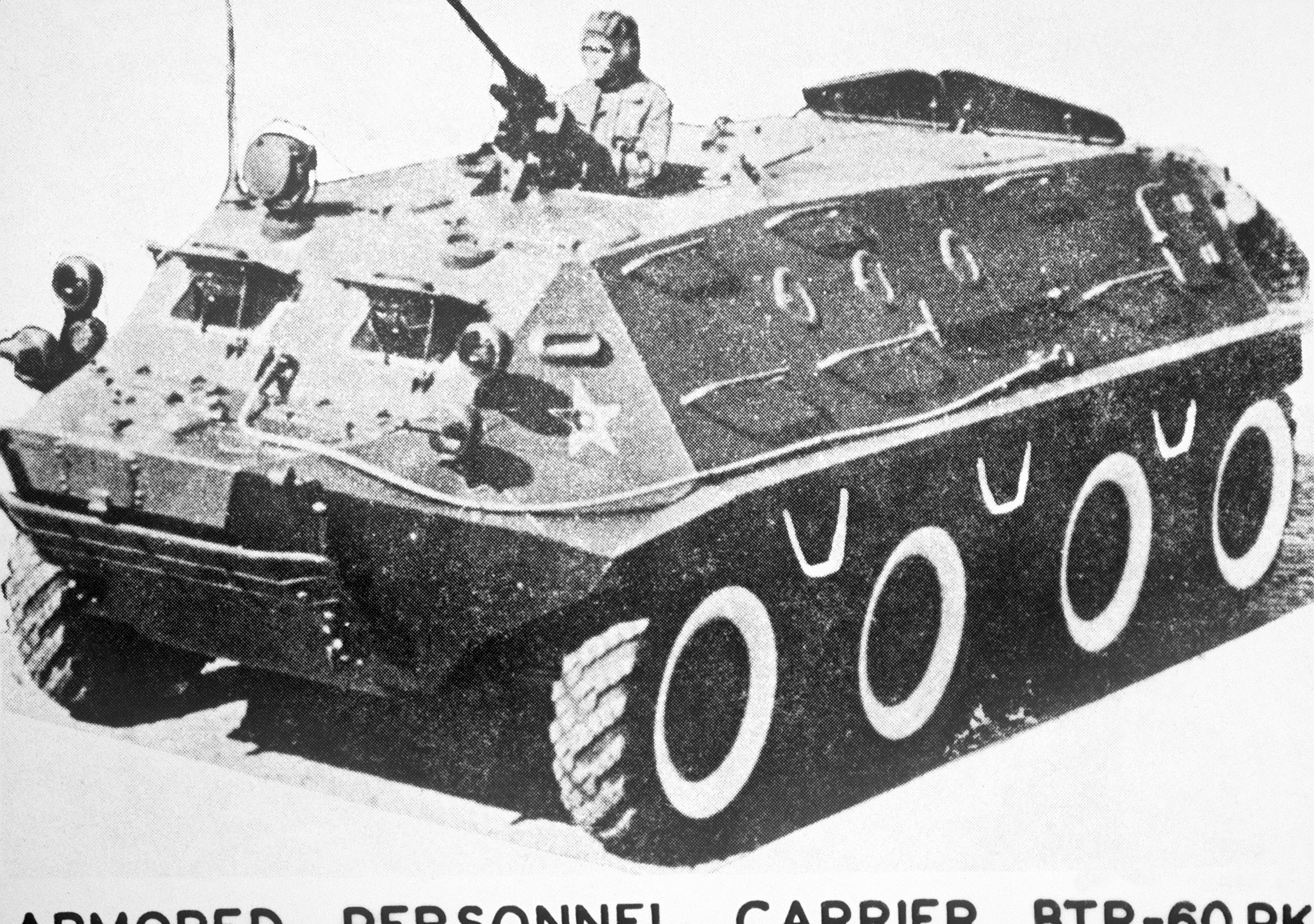
Un BTR-60PK soviétique en 1984

- BTR-60PA ou BTR-60PK est un modèle entré en service en 1961 et possède une protection blindée sur l'intégralité du toit. Le chef de bord et le conducteur ont chacun une trappe en une seule pièce qui s'ouvre vers l'avant et un périscope placé sur le toit du véhicule. Derrière les trappes du conducteur et du chef de bord, il y a une autre trappe d'une seule pièce qui s'ouvre vers l'arrière. En avant de cette trappe, il y a une mitrailleuse de 12,7 mm DShK 1938/46 ou une mitrailleuse de 7,62 mm SGMB ou PKT. Elles ont un angle de site positif de 23,5°, un angle de site négatif de -6° et un angle de traverse de 90°. De chaque côté de cette trappe, il y a une mitrailleuse SGMB ou PKT supplémentaire. Il y a enfin, une dernière trappe sur le toit à l'arrière du véhicule. Le seul moyen d'entrer et de sortir dans ce modèle se fait par ces trappes de toit. Les sièges sont disposés le long des parois de part et d'autre du compartiment de la troupe.

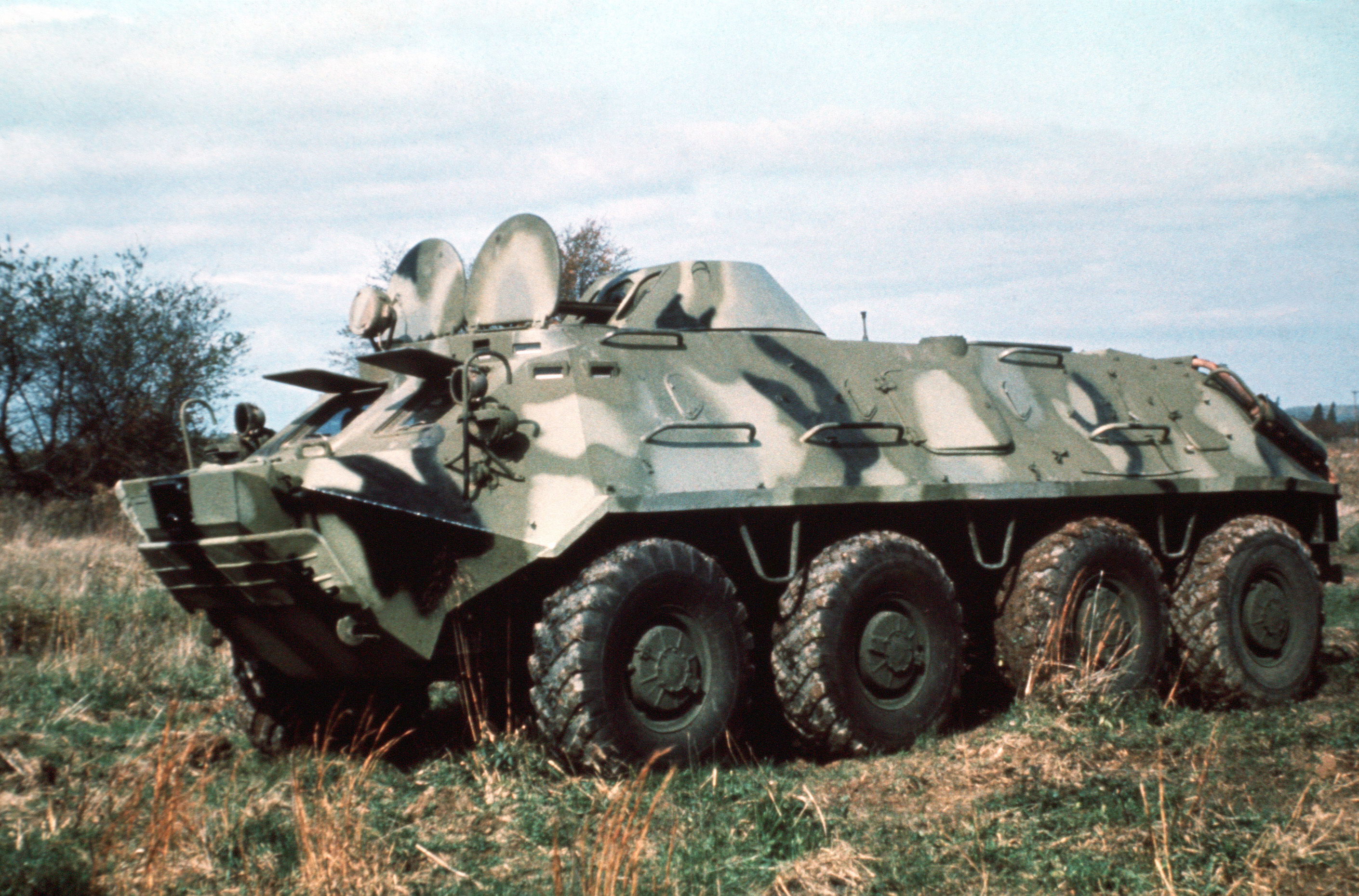
Un BTR-60PB soviétique

- BTR-60PB est identique au BTR-60PK ou PA mais il possède une tourelle tronconique similaire à celle du BRDM-2 et de l'OT-64. Cette tourelle est armée d'une mitrailleuse de 14,5 mm KPVT et d'une mitrailleuse de PKT de 7,62 mm. L'angle de site positif est de 30°, négatif de -5°, et elle peut tourner sur 360°. Au total, il a une capacité d'emport de 500 coups de 14,5 mm. Ce modèle a une petite porte de chaque côté de la coque juste en avant de la tourelle. De plus  il y a deux trappes de toit derrière la tourelle. Le commandant de bord et le pilote ont a leur disposition un certain nombre de dispositifs d'observation directe autour de leur position qui ont remplacé les épiscopes dans les plaques de blindage couvrant les pare-brises. Certains modèles ont trois trappes de tir de chaque côté de la coque ainsi qu'un épiscope d'observation directe.
- BTR-60PZ 1972, amélioration du montage des mitrailleuses, jamais produite.
- BTR-60PBK véhicule de commandement de compagnie, avec trois radios supplémentaires.
- BTR-60 1V18 et BTR-60 1V19 véhicules d'observation et de commandement pour l'artillerie, dérivés du PA.
- BTR-60 PU véhicule de commandement sans armement construit sur la base du BTR-60 P mais doté de tables à cartes et de systèmes de transmission adéquats.
- BTR-60 PU-12 et BTR-60 PU-12M véhicules de commandement pour la défense antiaérienne.
- BTR-60 R-145 "Chayka", BTR-60 R-145BM véhicules de commandement
- BTR-60 R-156
- BTR-60 R-975M1 véhicule de contrôle aérien.
- MTP-2 véhicule de dépannage.
- MTR-2
- BTR-60 AA

### Variantesroumaines
- TAB-71 moteurs diesels
- TAB-71M
- TAB-71A R-450 véhicule de commandement au niveau de la compagnie, trois radios.
- TAB-71A R-451 véhicule de commandement au niveau du bataillon, quatre radios.

### Variantealgérienne
L'Algérie a réadapté toute sa flotte. Une tourelle avec quatre Kornets, les deux moteurs GAZ fonctionnant au carburant aviation sont remplacés par un moteur diesel Cummins plus puissant, installation de la climatisation à l'intérieur du blindé et une porte latérale similaire à celle du BTR-80.

## Utilisateurs
- Abkhazie
- Afghanistan
- Algérie
- Angola
- Arménie
- Azerbaïdjan
- Biélorussie
- Bhoutan
- Botswana
- Bulgarie
- Cambodge
- République populaire de Chine
- République démocratique du Congo
- République du Congo
- Croatie
- Cuba
- Djibouti
- Égypte
- Érythrée
- Estonie
- Éthiopie
- Finlande
- Ghana
- Géorgie
- Grenade
- Guinée
- Guinée-Bissau
- Hongrie
- Inde
- Irak
- Iran
- Israël
- Kazakhstan
- Kenya
- Corée du Nord
- Kirghizistan
- Laos
- Liberia
- Libye
- Lituanie
- Macédoine du Nord
- Mali : 10 livrés en 1982 par l'Union soviétique, probablement donnés et de seconde main[2], 34 unités modernisées livrées en 2007 et 2008 par la Bulgarie[2], parmi ces dernières 19 blindés n'ont pu être réceptionnés qu'en 2012[3].
- Mexique
- Moldavie
- Mongolie
- Maroc
- Mozambique
- Namibie
- Nicaragua
- Nigeria
- Pérou
- Pologne
- Roumanie
- Russie  Il y avait 4 900 BTR-60, BTR-70 et BTR-80 en service en 2002 et 2003, y compris 750 en service dans l'infanterie navale et 280 en service dans les forces de défense côtière[4]. 6 000 BTR-50, BTR-60, BTR-70, BTR-80 et BTR-152 en service en 2000, 2005 et 2008[5]. En 2011, 17 exemplaires étaient encore en service actif et d'autres gardés dans les stocks (la plupart des BTR-60 russes ayant été remplacés au fur et  à mesure par des BTR-70 et des BTR-80)[6]. Ces derniers BTR-60 sont déstockés lors de l'invasion de l'Ukraine par la Russie.
- Rwanda
- Pologne
- République arabe sahraouie démocratique
- Somalie
- Soudan
- Syrie
- Tadjikistan
- Turquie
- Turkménistan
- Ouganda
- Ukraine
- Ouzbékistan
- Viêt Nam
- Yémen
- Zambie